# Laestadia
Laestadia là một chi thực vật có hoa trong họ Cúc (Asteraceae).

## Loài
Chi Laestadia gồm các loài: